# Siegmund Mayer

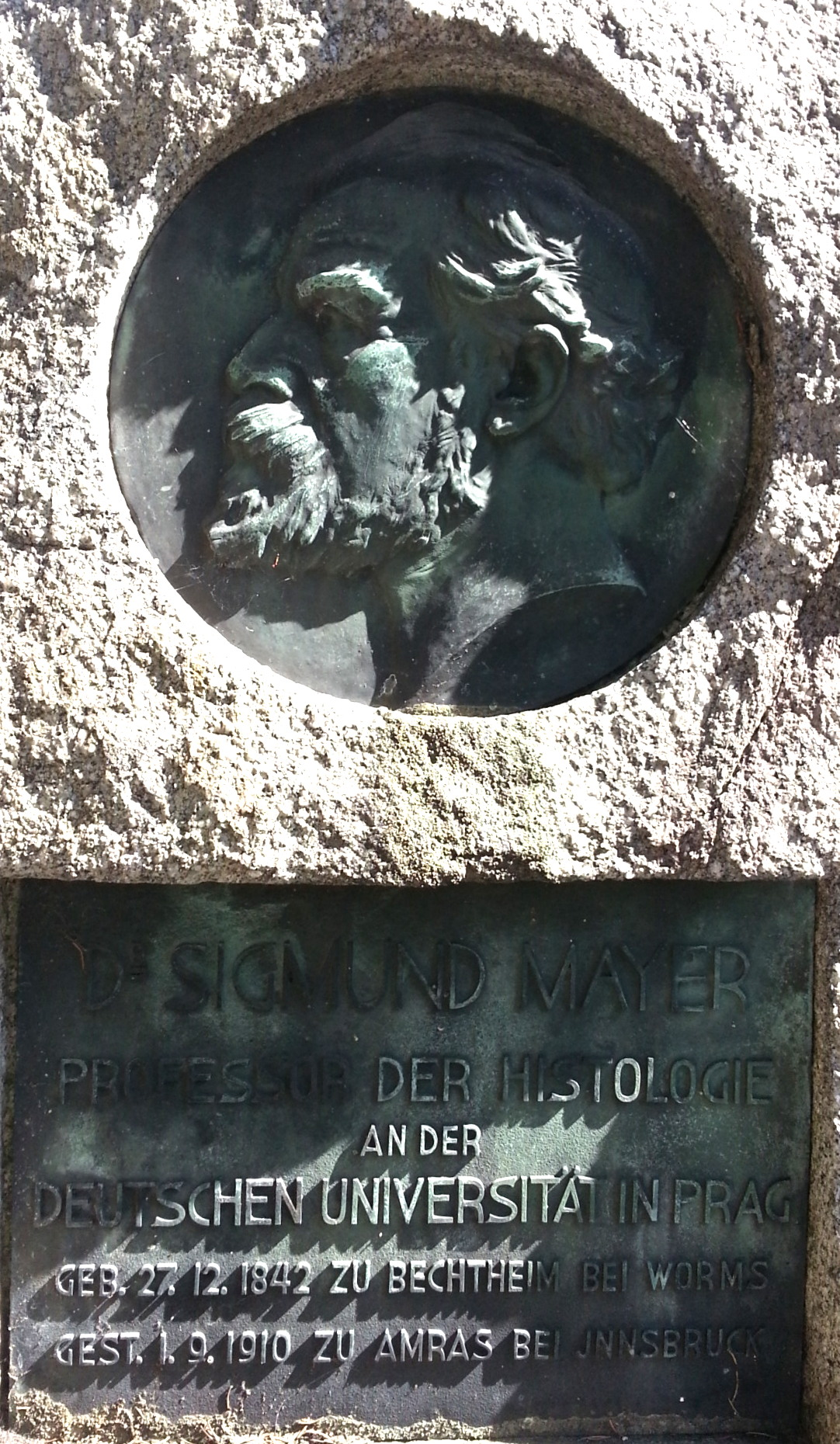
Siegmund Mayer: auf der Grabtafel unrichtig mit kurzem i geschrieben

Siegmund Mayer (* 27. Dezember 1842 in Bechtheim bei Worms; † 1. September 1910 in Amras bei Innsbruck) war ein deutscher Physiologe.

## Leben
Mayer studierte in Heidelberg, Gießen and Tübingen, wo er 1865 promoviert wurde. Danach arbeitete er bei Hermann von Helmholtz in Heidelberg, Carl Friedrich Wilhelm Ludwig und Julius Friedrich Cohnheim in Leipzig und bei Ernst Wilhelm von Brücke in Wien.
1869 wurde er in Wien habilitiert. 1870 wurde er Assistent von Ewald Hering in Prag. 1872 wurde er in Prag außerordentlicher, 1887 ordentlicher Professor. Ab 1880 leitete er das neu gegründete Institut für Histologie.
Mayer hat der medizinischen Fakultät der Deutschen Universität Prag letztwillig einen namhaften Geldbetrag vermacht. Er ist in Innsbruck begraben. Der monumentale Grabstein, ein Findling, in dem das Porträtbild des Verstorbenen und eine Grabplatte eingelassen sind, befindet sich in der evangelischen Abteilung des städtischen Friedhofes.

## Schriften
- Studien zur Physiologie des Herzens und der Blutgefässe. 6. Abhandlung: Über spontane Blutdruckschwankungen. Sitzungsberichte Akademie der Wissenschaften in Wien. Mathematisch-naturwissenschaftliche Classe, Anatomie, 74, 1876, S. 281–307.